# Burgruine Prandegg

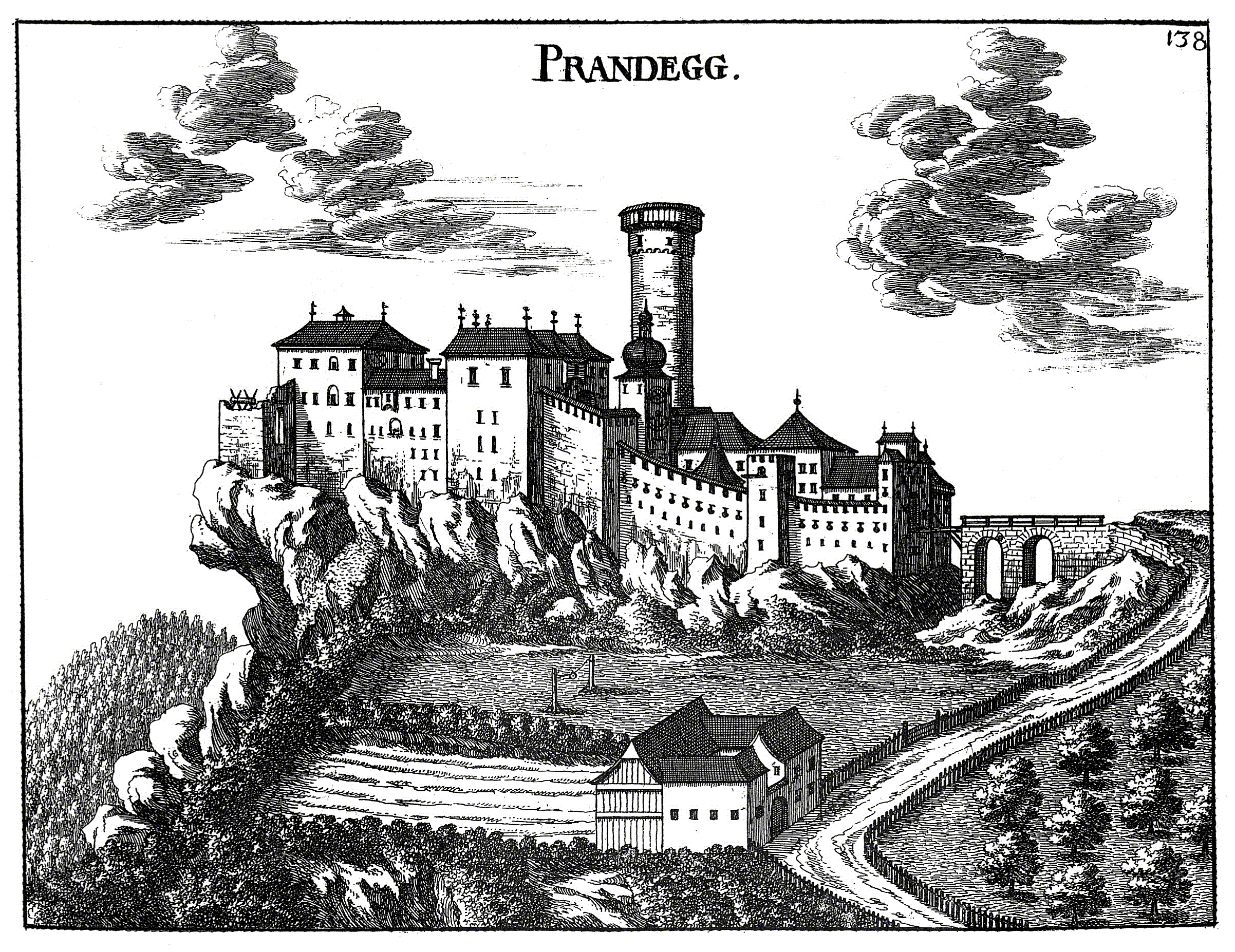
Die Burg Prandegg auf einem Stich von Georg Matthäus Vischer (1674)

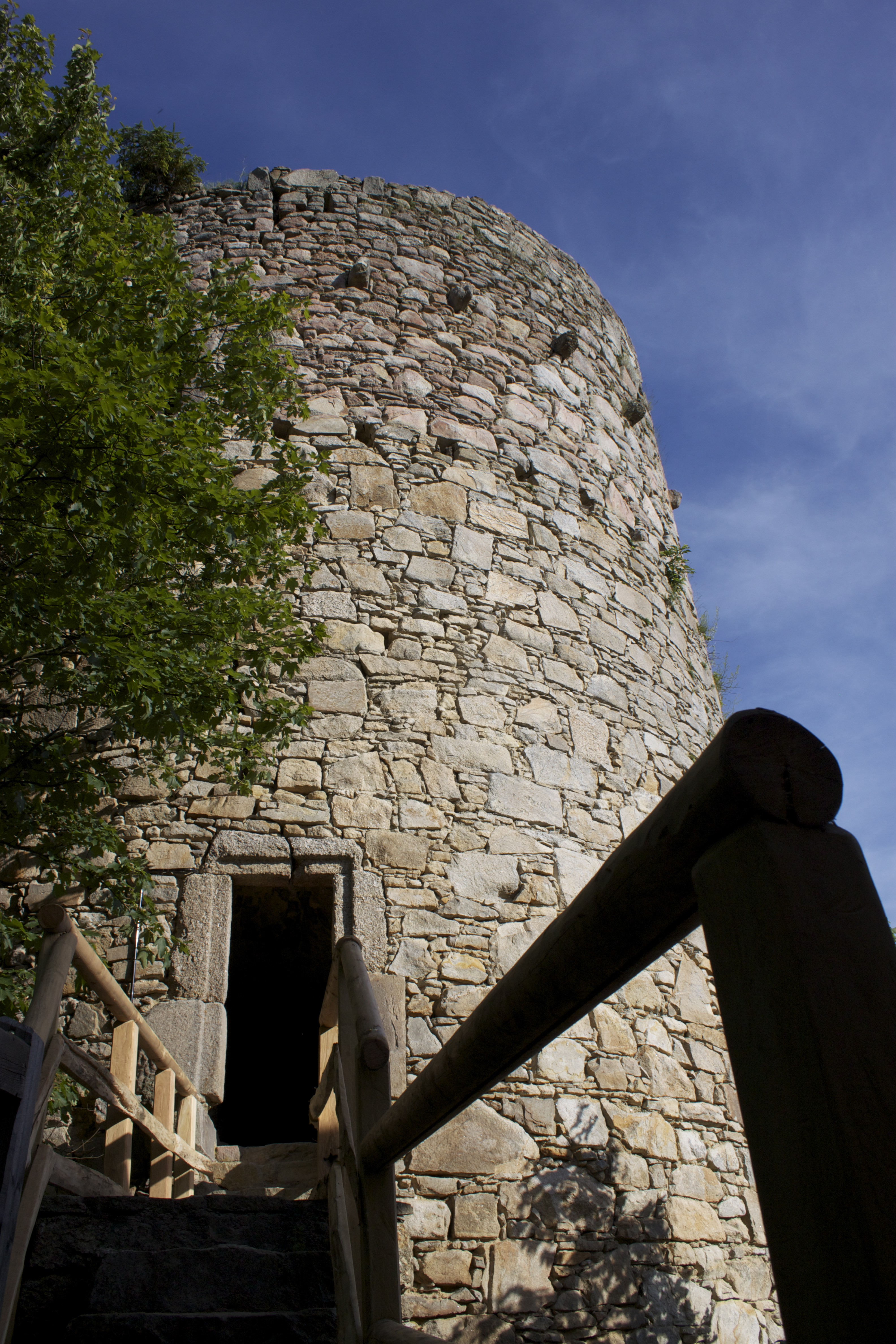
Burg

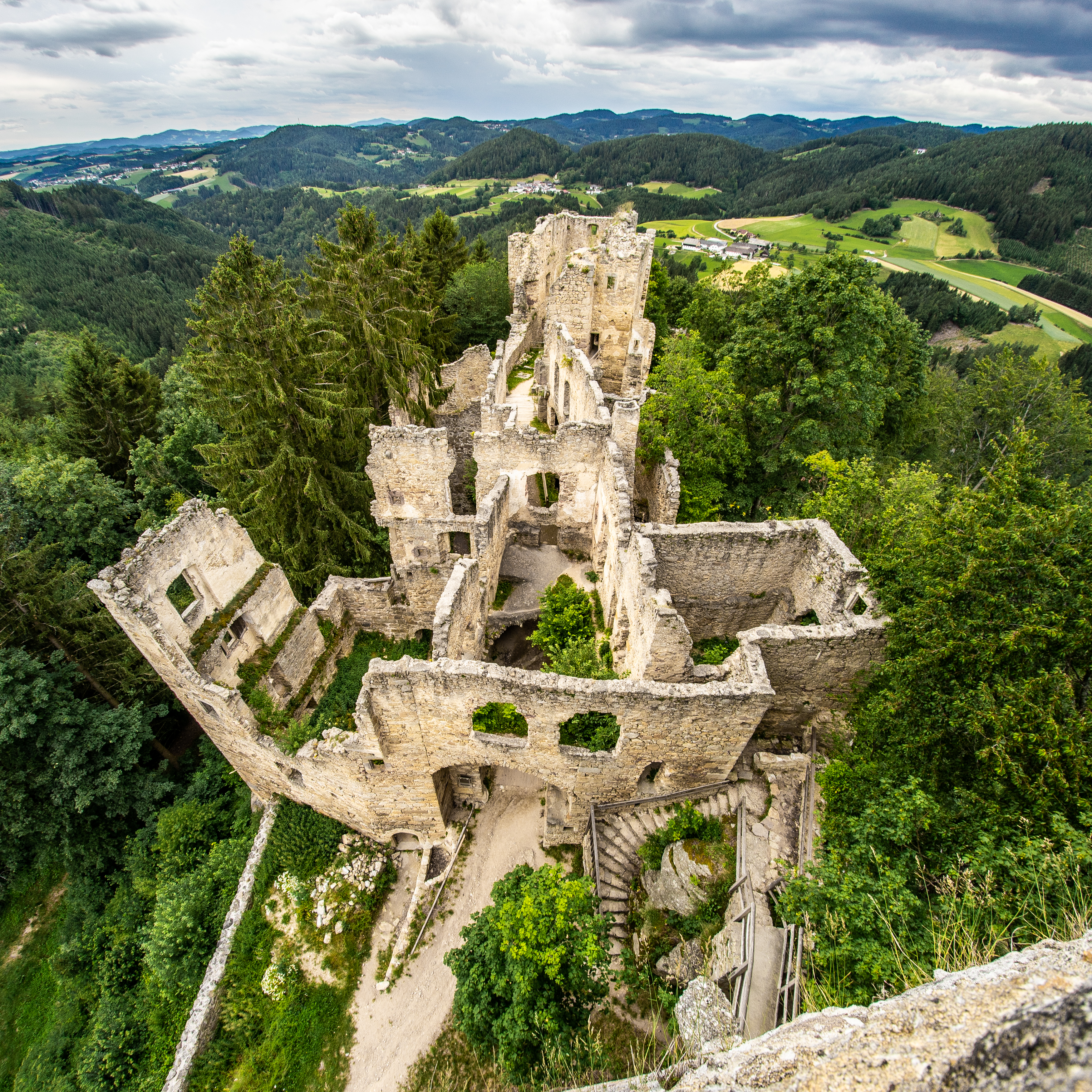
Die Burgruine vom Bergfried aus gesehen

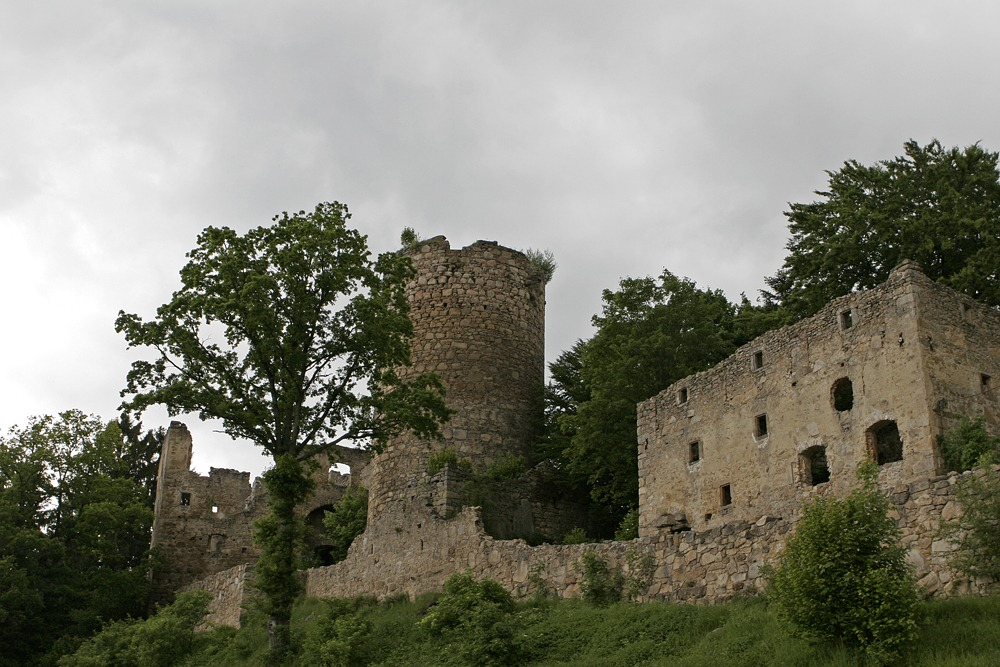
Die Burgruine nach Sanierungsarbeiten

Burgruine Prandegg ist die Ruine einer Höhenburg im Gemeindegebiet von Schönau im Bezirk Freistadt im Mühlviertel in Oberösterreich.

## Lage
Prandegg liegt als langgestreckte Burganlage auf einem zu einer spitzen Felsenkante zulaufenden Felsriegel in 705 m ü. A. Seehöhe zwischen dem Tal der Waldaist und dem Tal des Prandegger Baches. Die Luftlinienentfernung der Anlage beträgt nach Gutau 3,9 km und nach Schönau 5,3 km. Die nächstgelegene Ortschaft ist Pehersdorf (Wanderweg Nr. 82).

## Name
Der Name Prandegg bezeichnet mit hoher Wahrscheinlichkeit das Gelände, auf dem die Burg errichtet wurde: Ein durch Brandrodung (prant) freigelegtes vorspringendes Felseneck (egg).

## Beschreibung
Entsprechend der Geländevoraussetzung auf dem schmalen Berggrat ist die Burganlage schmal, dafür jedoch langgestreckt. Die umbaute Gesamtfläche beträgt 2435 m2, die der Hauptburg 1490 m2. Der ehemalige Erstbau, die spätromanische Altburg (12./13. Jh.), befand sich an der höchsten Stelle des Grates im Norden (heute nicht mehr erhalten) und umfasste lediglich 340 m2. Von dort aus schließen in Richtung Süden baulich die Burgkapelle und die hoch aufragende, in größten Teilen im 15. Jh. errichtete Hauptburg an, die aus dem Palas, einer tonnengewölbten Durchfahrt zum Innenhof, dem 2. Burgtor mit seitlich einem kleinen Torhäuschen sowie dem Palas gegenüber liegenden Wirtschaftsgebäuden besteht. Die Wohnbauten sind bis auf die Höhe mehrerer Geschoße erhalten, zumindest in Außenmauern. Teilweise erkennt man noch Putzschichten, Erker, Fensterrahmen, Fenstersitznischen und Spitzbogenportale. Die Hauptburg ist durch eine hohe Mauer von dem mächtigen Bergfried abgetrennt. Der Bergfried, der als 26 m hoher Rundturm auf einer natürlichen Felserhöhung samt Hocheingang errichtet wurde, ist auch heute noch über eine Holzbrücke und einfache Holzstiegen im Inneren begehbar. Er dient heute als Aussichtsplattform. Dem Bergfried schloss sich weiter in Richtung Süden die tiefer liegende Vorburg mit einem großen, dreigeschoßigen Vorratsbau an. Die Vorburg wurde nach dem Burgtor von der Bergkuppe durch einen künstlich errichteten, ca. 9 m breiten Halsgraben abgetrennt, über den einst eine Zugbrücke führte. Hier wurde in den vergangenen Jahren eine neue Holzbrücke errichtet. Zu Füßen der Burg sind die Reste des Maierhofes zu finden. Ehemals ein Vierseithof, wurden einige Teile abgebrochen, bzw. in jüngster Zeit wieder aufgebaut und unter Dach gebracht. Heute ist darin eine Gastwirtschaft untergebracht.

## Geschichte
Die erste urkundliche Erwähnung der Burg stammt aus dem Jahr 1287. Prandegg war jahrhundertelang mit dem Markt Zell (heute Bad Zell) und dem Schloss Zellhof aufs Engste verbunden. Durch Grenzverschiebungen (1784) gehört die Burg heute zum Gemeindegebiet von Schönau im Mühlkreis. Prandegg liegt im nördlichen Teil jenes Gebietes zwischen Aist und Naarn, das Grenzgraf Wilhelm 853 n. Chr. dem Kloster Sankt Emmeram in Regensburg geschenkt hatte.
Eine Besonderheit ergab sich bezüglich der Lehnsvergabe der Burg und Herrschaft Prandegg: Die eine Hälfte wurde als bischöflich-Regensburgisches, die andere Hälfte als landesfürstliches Lehen vergeben. Im frühen 13. Jahrhundert kam die Regensburger Hälfte in den Besitz der Familie der Pranter. 1298 teilten sich diese Hälfte Haug von Reichenstein und Ulrich II. von Kapellen. Das landesfürstliche Lehen hatte Wernhard von Rußbach inne, welches aber Ulrich von Capellen im Jahr 1300 zu seinem Lehen dazu erwarb. Schließlich gelangte 1352 auch der Reichensteiner Anteil an die Kapeller, bei denen das (ungeteilte) Lehen bis zu deren Aussterben 1406 verblieb. Danach wurde die Lehensherrschaft Prandegg erneut geteilt und den beiden Töchtern des letzten männlichen Capellers als Heiratsgut mitgegeben. So fiel die Burg an die von Dachsberg (Adelsgeschlecht) und an die vom Haus Liechtenstein. Weitere Lehnsinhaber waren die Polheimer und Jörg Walch von Arbing. Im Jahr 1492 fiel eine der beiden Hälften an Kaiser Friedrich III.
Im Jahr 1534 wurde Hilleprant Jörger von Tollet mit der landesfürstlichen Hälfte von Prandegg belehnt. Zwei Jahre später erwarb dieser auch die zweite Hälfte der Herrschaft und kaufte schließlich Burg und Herrschaft von der Lehenshoheit frei. Hilleprant Jörger kaufte 1536 Regensburg den Markt Zell (Bad Zell) mitsamt der hohen Gerichtsbarkeit und der Vogtei über die Pfarre Zell ab. Damit war der Jörger aber noch nicht zufrieden bzw. suchte er danach, diesen Besitz weiter aufzustocken. Er erwarb viele andere Höfe und Zehente in der Gegend von Zell und Gutau dazu. Hilleprant Jörger gelangte damit zu einem ansehnlichen Besitz, den seine Erben und Nachkommen noch vergrößerten. 1596 wurde der Freisitz Schloss Habichrigl (Gemeinde Bad Zell) samt den dazugehörenden Höfen erworben. Schließlich wurde 1607 auch das Schloss Zellhof gekauft. Die Jörger wohnten meist auf Prandegg, benutzten aber Schloss Zellhof als Zweitwohnsitz oder als Wohnung für Besuche. Die beiden Herrschaften Prandegg und Zellhof wurden unter den Jörgern vereint, woraus ein großes Einflussgebiet für das Adelsgeschlecht entstand.
Die Jörger bekannten sich zum Protestantismus und mussten schließlich 1631 ihren gesamten Besitz (Prandegg, den Markt Zell, Schloss Zellhof, Pranthof (Gemeinde Gutau), Habichrigl sowie alle anderen Höfe und Zehente) an Gotthard von Scherffenberg, Herr auf Spielberg, verkaufen. Dieser verstarb aber relativ bald darauf und seine Witwe heiratete 1636 Hans Reichard von Starhemberg. Die Scherffenberger und auch die Starhemberger hielten sich aber schon lieber auf Schloss Zellhof auf als in Prandegg auf. Deshalb wurde auch der Amtssitz des Pflegers schließlich nach Zellhof verlegt. Auch die Bezeichnung „Herrschaft Prandegg“ wurde langsam umgewandelt in „Herrschaft Zellhof“. Nur das Landgericht Prandegg behielt seinen Namen, auch wenn dessen Sitz auf Zellhof war. Hans Reichard von Starhemberg – ihm war die Gegend zu rau, wie er selbst sagte – verkaufte aber bereits 1642 den gesamten Besitz an die Salburger, die die größte Ausdehnung der Herrschaft erreichten. Die Burg Prandegg verfiel indes immer mehr. Lediglich die Brauerei und die Hoftaverne wurden durch die Salburger weitergeführt, aber dann auch aufgelassen. 1806 starb die Zellhofer-Linie der Salburger aus. Der Besitz ging an die Grafen Dietrichstein über, die wiederum Zellhof und Prandegg 1823 an die Herzöge von Sachsen-Coburg und Gotha auf Schloss Greinburg weiterverkauften. Bis heute ist die Anlage im Besitz ihrer Nachfahren.

### Leben der Jörger auf Prandegg
Hier sollen Einblicke in das Leben der Jörger, bzw. das Leben einer adeligen Familie des 17. Jahrhunderts gegeben werden. Die Quelle dazu ist das Zellhofer Archiv.
Freiherr Hans Maximilian Jörger führte mit seiner Familie ein standesgemäßes Leben. Er hatte auf Prandegg einen Kammerdiener und drei Lakaien, die gnädige Frau eine Verwalterin und ein Zimmermädchen. Auf Prandegg gab es weiterhin Gärtner, Bäcker, Schneider, Jäger, Binder, Reitknechte, Vorreiter, Kutscher, Köche, einen Torwart und zwei Turmwächter. Für die Wirtschaft waren ein Meier, ein Knecht und eine Dirn angestellt.
Wohnte die Herrschaft vorübergehend in Schloss Zellhof, nahm man das nötige Personal einfach mit. Auf die Tafel der Herren von Prandegg und Zellhof kam neben gewöhnlicher Kost auch Wild, Hasen und Fisch. Heringe und Gewürze kaufte man in Zell, Linz oder Wien. Auch Zitronen und Tomaten kamen in die Küchen von Prandegg und Zellhof. Die Kleidung war ebenfalls standesgemäß: Der Freiherr besaß neben einfachen Kleidern auch seidene goldbestickte Westen, Pariser Strümpfe und Schuhe aus Wien. Die Dienerschaft, vom Lakaien bis zum Vorreiter, trug Livree.
Häufig unternahm man Reisen, sowohl der Freiherr, wie auch die gnädige Frau. Besonders gerne besuchte man größere Märkte, wie in Linz, wo man neben dem Hausbedarf auch Luxuswaren einkaufte (Majolika-Geschirr, Spielwaren etc.).

## Galerie

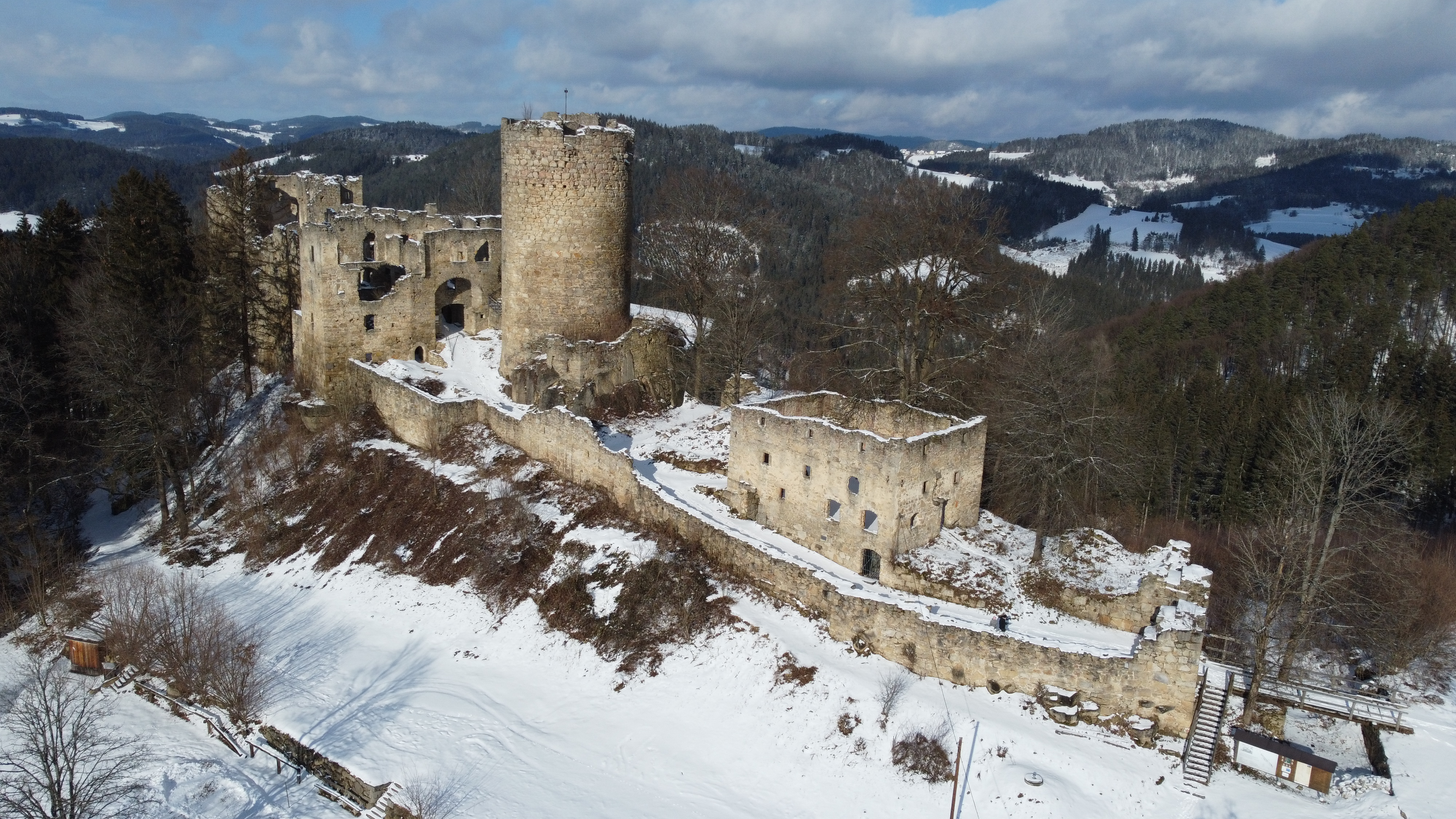
Burgruine Prandegg (von Südwesten)
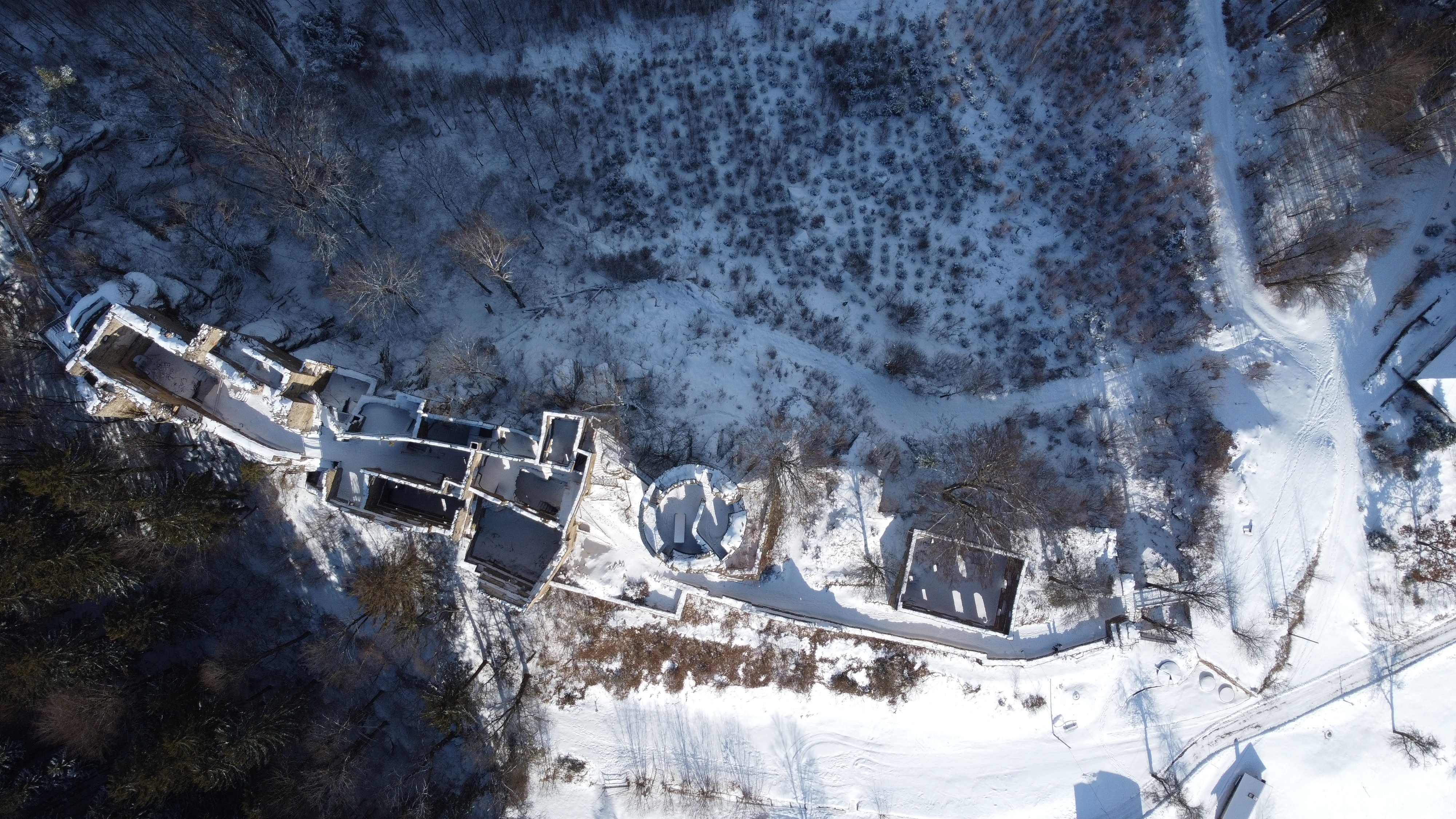
Burgruine Prandegg (Vogelperspektive)
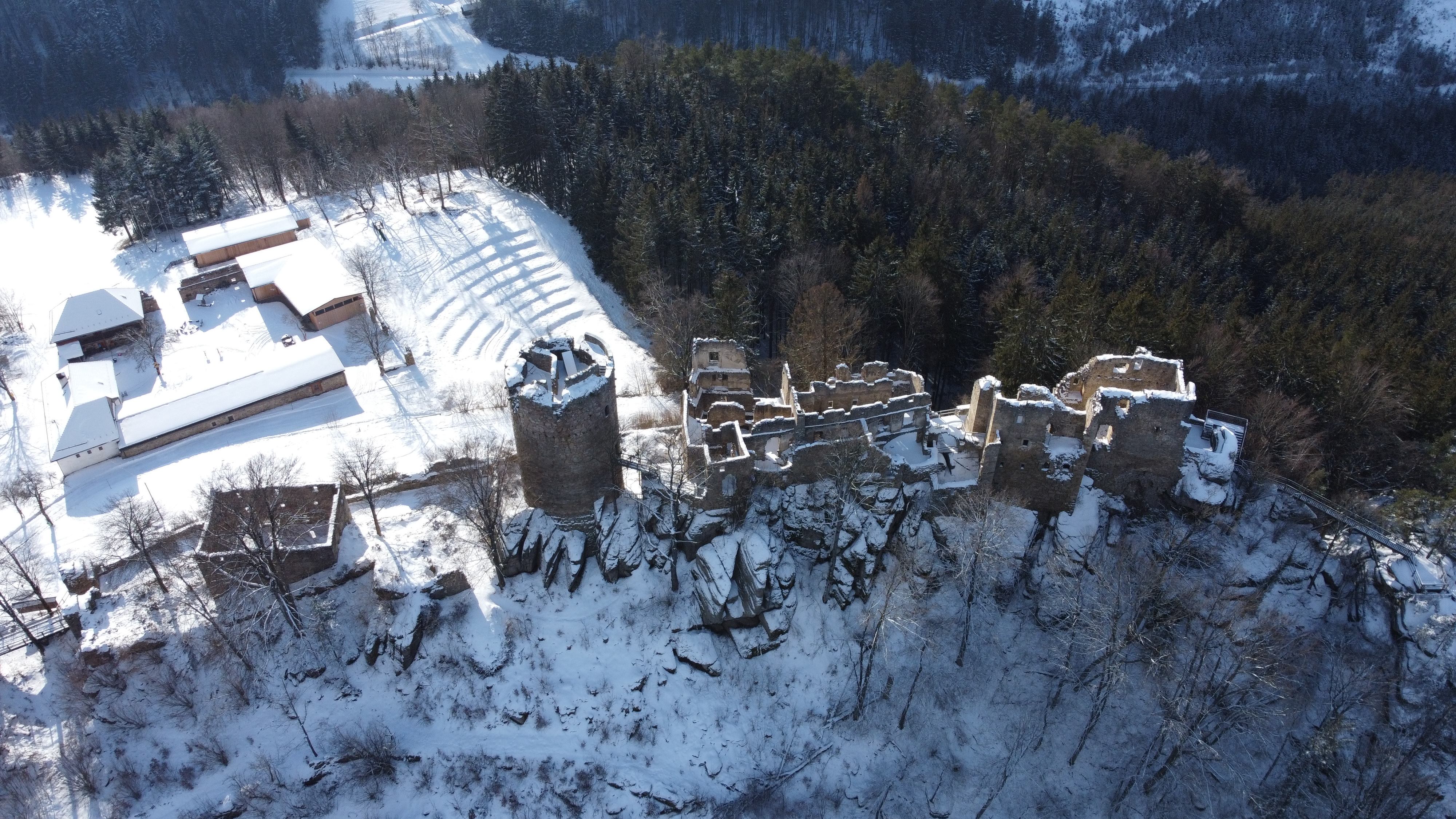
Burgruine Prandegg (von Nordosten)
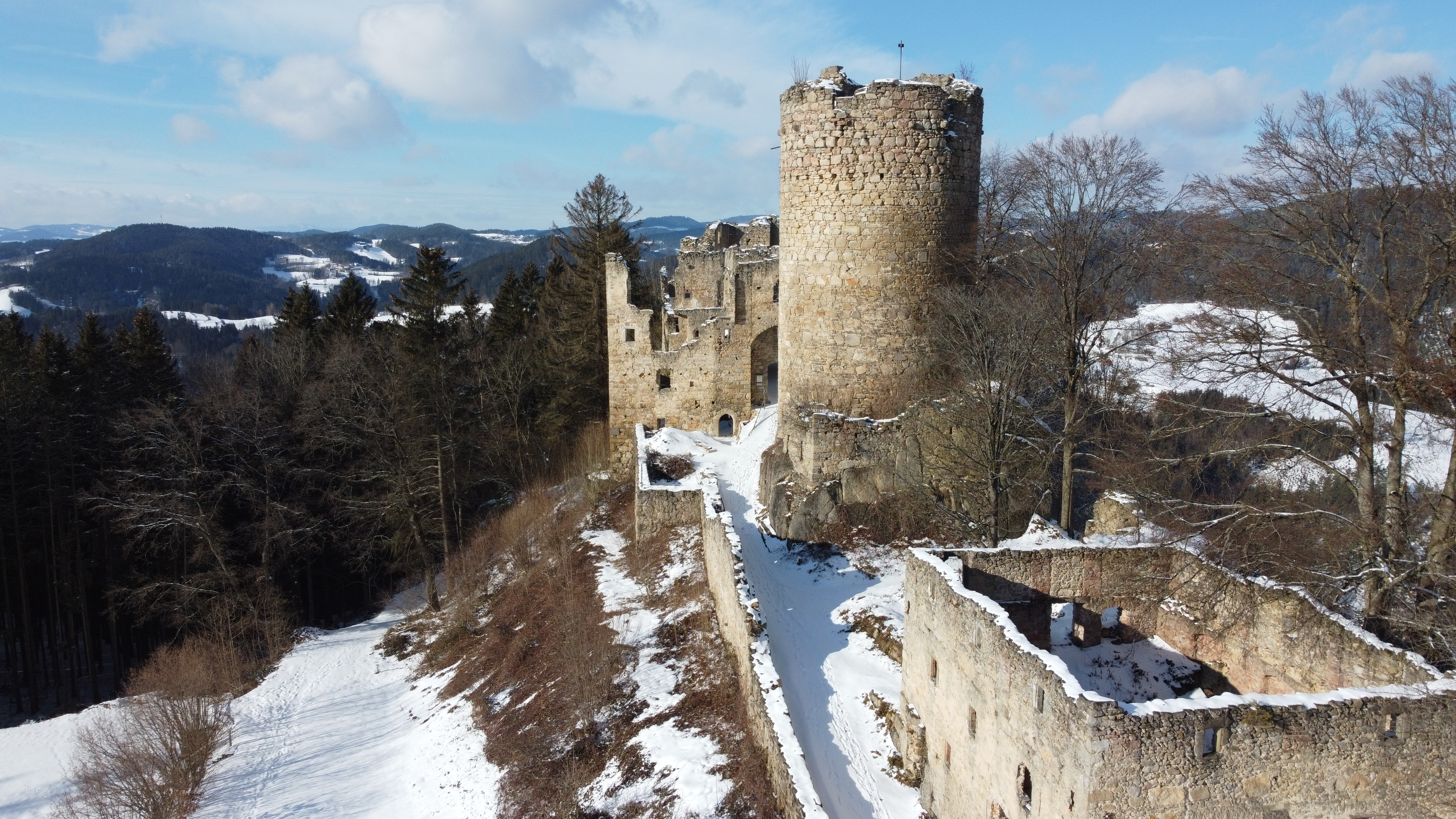
Burgruine Prandegg (von Südosten)
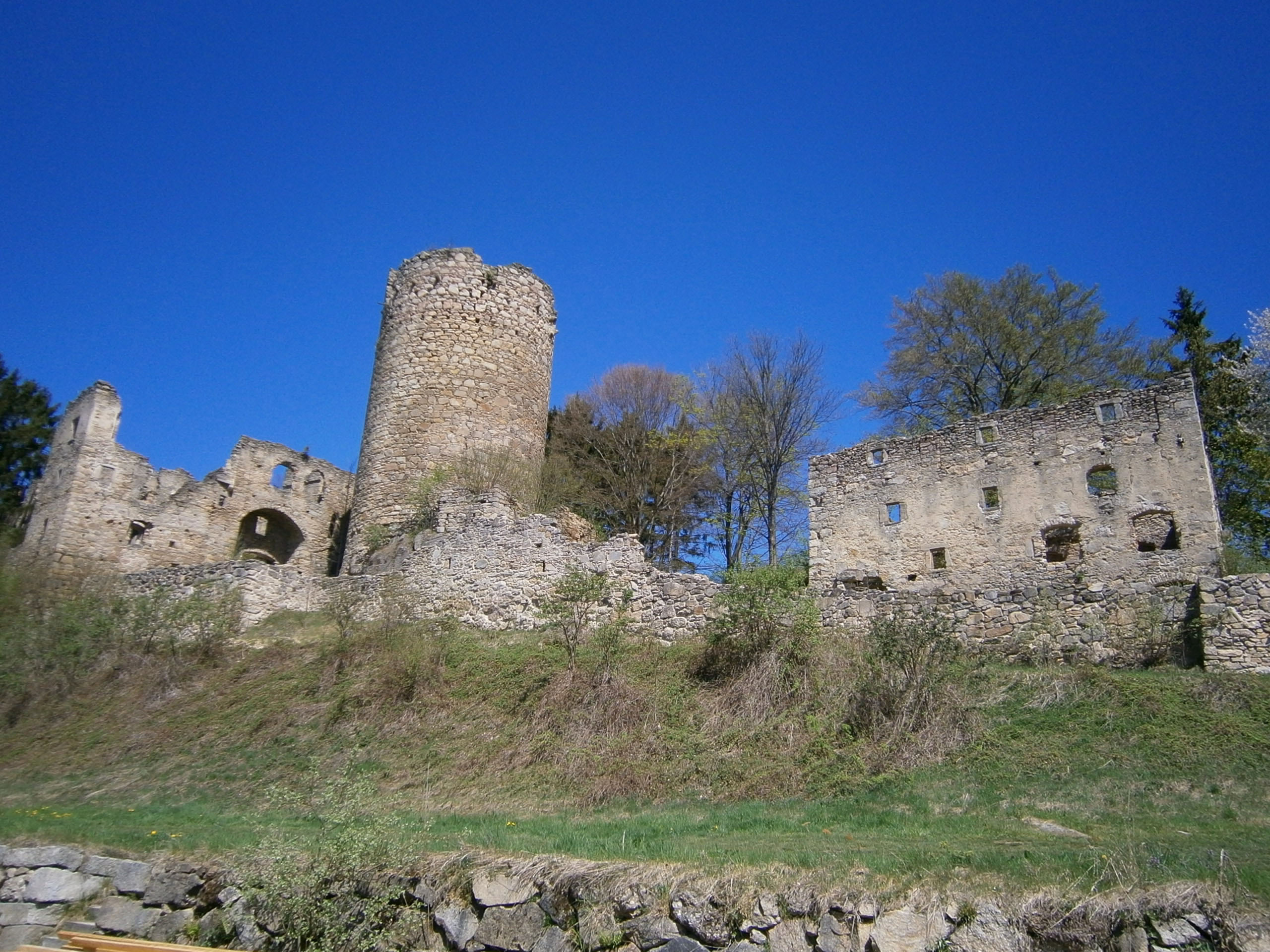
Burgruine Prandegg im Frühling
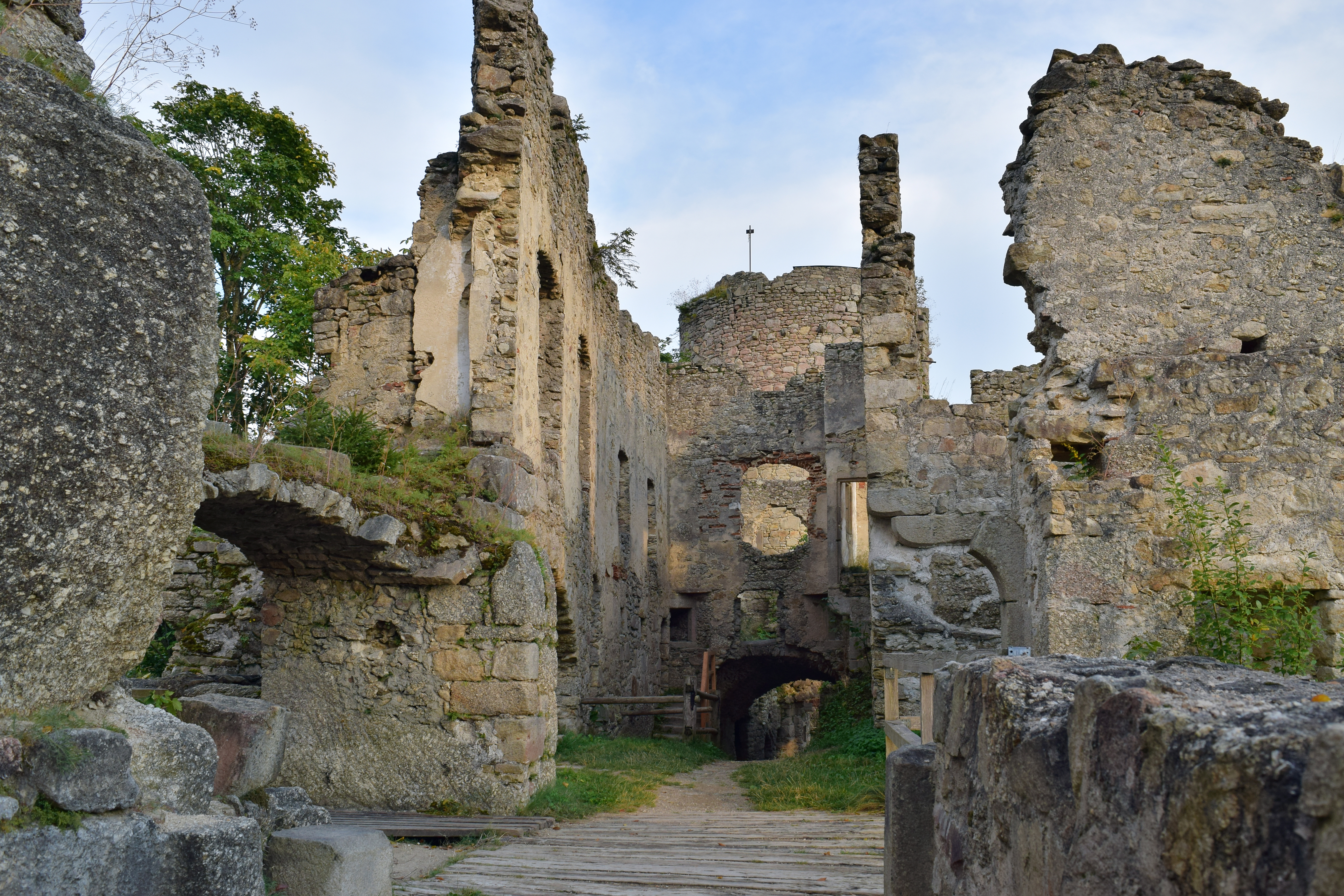
Burgruine Prandegg, Innenansicht
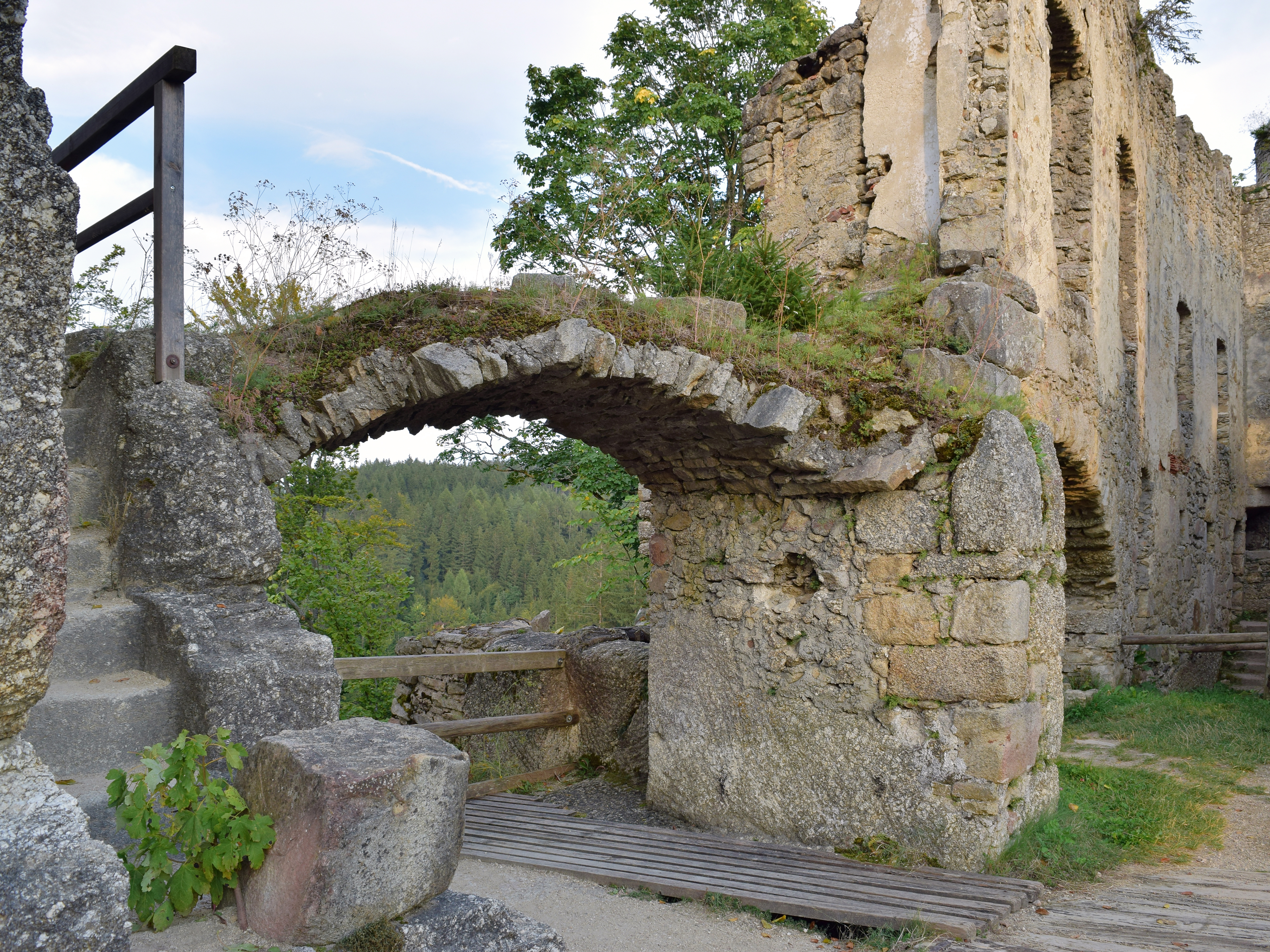
Burgruine Prandegg, Innenansicht